# サイコスタッフ
『サイコスタッフ』は、水上悟志による日本の漫画。『まんがタイムきららフォワード』（芳文社）にて、Vol.1（2006年3月）から Vol.7（2007年4月）まで連載された。全7話。
超能力を使える地球人の青年とその能力を見込んでスカウトにやってきた宇宙人の少女が活躍するSF漫画。元々は別の雑誌に掲載する予定の前後編の読み切り作品だったが、諸事情により掲載できなくなったときに芳文社から新たに創刊する雑誌での連載依頼を受け、単行本1冊分に再構成された。裏テーマは「1話1パンチラ」。
2014年11月28日からマンガ図書館Zにて無料公開されている。これに先駆け、単行本は絶版となった。

## あらすじ
超能力者であることを隠し普通の高校生として日常生活を送る柊光一のもとに、ある日突然現れた桜木梅子と名乗る少女は、惑星ルルイエの宇宙軍超能力部隊のスカウトだった。梅子は力ずくで光一を連行しようとするが、強大な超能力を持つ光一に阻まれ実現せず、脅し、金、色仕掛けと様々な手段を講じるもいずれも徒労に終わった。
なおも光一に付き纏う梅子だったが、光一の通う高校の教師、姫萩姫子に呼び出され、彼女が惑星ルルイエの敵対国家である惑星ヤディスの研究者であると知らされる。光一を研究対象としか見ない姫子の姿に、梅子は自分のやり方を振り返って後悔し、二人の関係は微妙に変化し始めた。しかし、姫子から、街を巨大な隕石が襲うことを知らされた光一が、超能力を使ってそれを防ぐことを決意したことにより、物語は大きく動く。

## 登場人物
柊 光一（ひいらぎ こういち）
主人公。物語開始（平成19年12月）時点では、17歳の高校3年生。幼い頃に母親を亡くしており、警察官の父親と二人、マンションに住んでいる。50億人に1人のBクラスサイキッカーであり、都市破壊用巨大ロボットを一人で撃退できる力を持つが、それを使うことには全く興味がなく、目前に迫っている大学受験のことだけを気にかけている。
桜木 梅子（さくらぎ うめこ）
ヒロイン。制服を着て光一の通う高校に潜り込んではいるが、年齢不詳。数百年に渡り惑星ヤディスと戦争を繰り広げている惑星ルルイエの宇宙軍に所属しており、かつては戦闘員を目指していたが、諦めて現在はスカウトとして出世することを目標としている。光一を宇宙軍の特別防衛工員（サイコスタッフ）に迎えるために地球へやってきた。172の言語を習得している努力家で、努力もなしに才能のみで評価される超能力者や天才を毛嫌いしている。ロボットのトランジットを連れてきており、普段はリュックサックサイズに縮小して背負っている。
姫荻 姫子（ひめはぎ ひめこ）
光一の通う高校に教師として潜り込んでいる惑星ヤディスの軍属。天才を自称する年齢不詳の研究者で、光一の観察のために地球へ来た。局地戦蛮勇兵器ドップラーによる都市破壊を脅迫材料に光一を戦いに引き摺りだすなど、研究のためには手段を厭わない冷血人間。光一のデータ取得のため、あえて隕石落下のことを光一に教えた。

## 単行本
- 水上悟志『サイコスタッフ』芳文社〈まんがタイムKRコミックス〉2007年11月11日第1刷発行、ISBN 978-4-8322-7663-5